# Hulcza
Hulcza, Holcza (ukr. Гільча Перша, Hilcza Persza) – wieś na Ukrainie w rejonie zdołbunowskim obwodu rówieńskiego. W 2001 roku liczyła 481 mieszkańców.
Prywatna wieś szlachecka Holcza, położona w województwie wołyńskim, w 1739 roku należała wraz z folwarkiem do klucza Międzyrzecz Lubomirskich.

## Zabytki
- pałacyk - po 1753 r. Ignacy Podhorodecki, podczaszy wołyński wybudował tu drewniany pałacyk[1]. Pod koniec XIX w. w pałacyku mieściła się kwatera stanowa[1].